# Josefshaus (Bergheim)

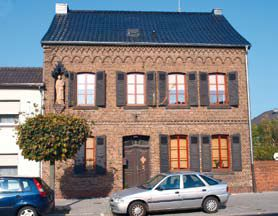
Josefshaus in Bergheim-Kenten

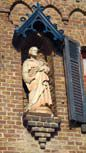
Gipsfigur des heiligen Josef

Das Josefshaus, in der Carl-Sonnenschein-Straße im Bergheimer Stadtteil Kenten in der Kreisstadt Bergheim gelegen, ist ein denkmalgeschütztes, zweigeschossiges Backsteinwohnhaus. Es stammt aus der Zeit um 1870.

## Architektur
Die Fassade ist durch vier Fensterachsen gegliedert. Ein Gesims aus hochgestellten Backsteinen trennt die Geschosse. Seitlich im oberen Geschoss befindet sich eine kleine Nische. Darin steht auf einer Konsole eine Gipsfigur des heiligen Josef, zu erkennen am Winkeleisen in der rechten Hand. Darüber ragt eine hölzerne Verdachung auf. Der stichbogige Eingang liegt an Stelle der zweiten Achse.

## Baudenkmal
Das Josefshaus ist mit der Denkmalnummer 144 in die Liste der Baudenkmäler in Kenten eingetragen. Der Text lautet wie folgt:
"Zweigeschossiges Backsteinwohnhaus. Im oberen Geschoss seitlich eine Nische mit Gipsfigur des heiligen Josef."